# Кхмерська партія національної солідарності
Кхме́рська па́ртія націона́льної соліда́рності (кхмер. គណៈបក្សសាមគ្គីជាតិខ្មែរ) — політична організація червоних кхмерів, що діяла в 1997-1998 роках.

## Історія
Була заснована Кхіеу Сампханом після розриву останнього з Пол Потом під час розколу в керівництві «червоних кхмерів». Підтримувала Ранаріта у збройному конфлікті з Гун Сеном. Припинила своє існування після здачі Кхіеу Сампхана камбоджійській владі.